# 번트 케이크

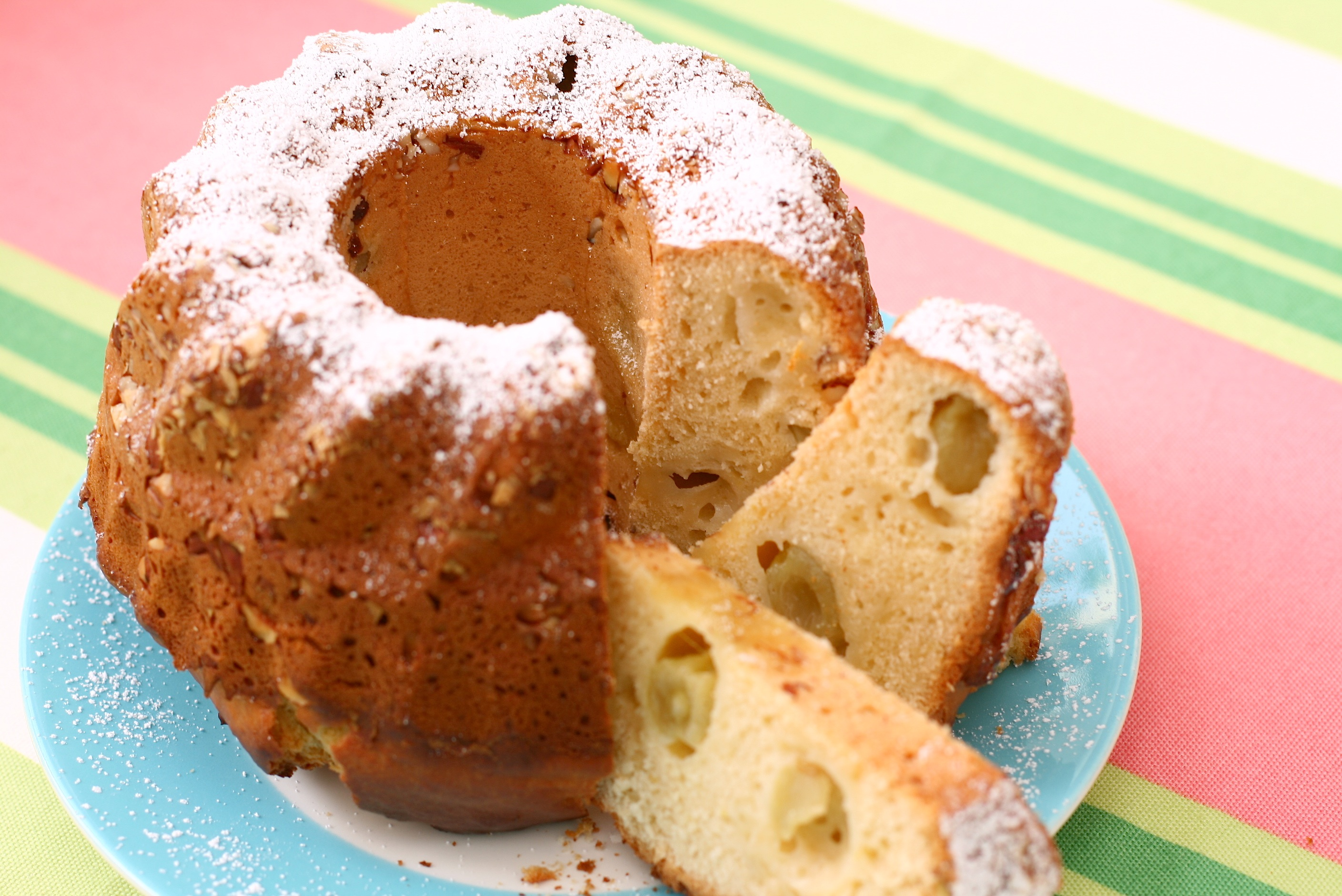

번트 케이크(Bundt cake)는 번트 팬에 구워 독특한 도넛 모양으로 만든 케이크이다. 모양은 구겔후프로 알려진 전통적인 유럽 케이크에서 영감을 얻었지만 번트 케이크는 일반적으로 단일 레시피와 관련이 없다. 북미 지역의 금형 스타일은 조리기구 제조업체인 노르딕 웨어(Nordic Ware)가 "번트"라는 상표를 등록하고 주조 알루미늄으로 번트 팬을 생산하기 시작한 이후 1950년대와 1960년대에 대중화되었다. 필스버리의 홍보로 인해 케이크가 널리 인기를 얻었다.

## 같이 보기
- 엔젤 푸드 케이크
- 구겔후프